# Urge Overkill
Urge Overkill er er Rockband fra USA. Bandet består af Nathan "Nash Kato" Kaatrud (vokal/guitar) og Eddie "King" Roeser (vokal/guitar). De er bedst kendt for sangen "Sister Havana" og deres coverversion af Neil Diamond's "Girl, You'll Be a Woman Soon", som blev brugt i Quentin Tarantino's film fra 1994, Pulp Fiction.

## Diskografi
- Stull ep (1992)
- Saturation (1992)
- Exit the dragon (1995)
- Rock & Roll Submarine (2011)

| Musikgruppe | Spire Denne artikel om en amerikansk musikgruppe er en spire som bør udbygges. Du er velkommen til at hjælpe Wikipedia ved at udvide den. |